# Place des Ternes
La place des Ternes se situe dans les 8e et 17e arrondissements de Paris.

## Situation et accès

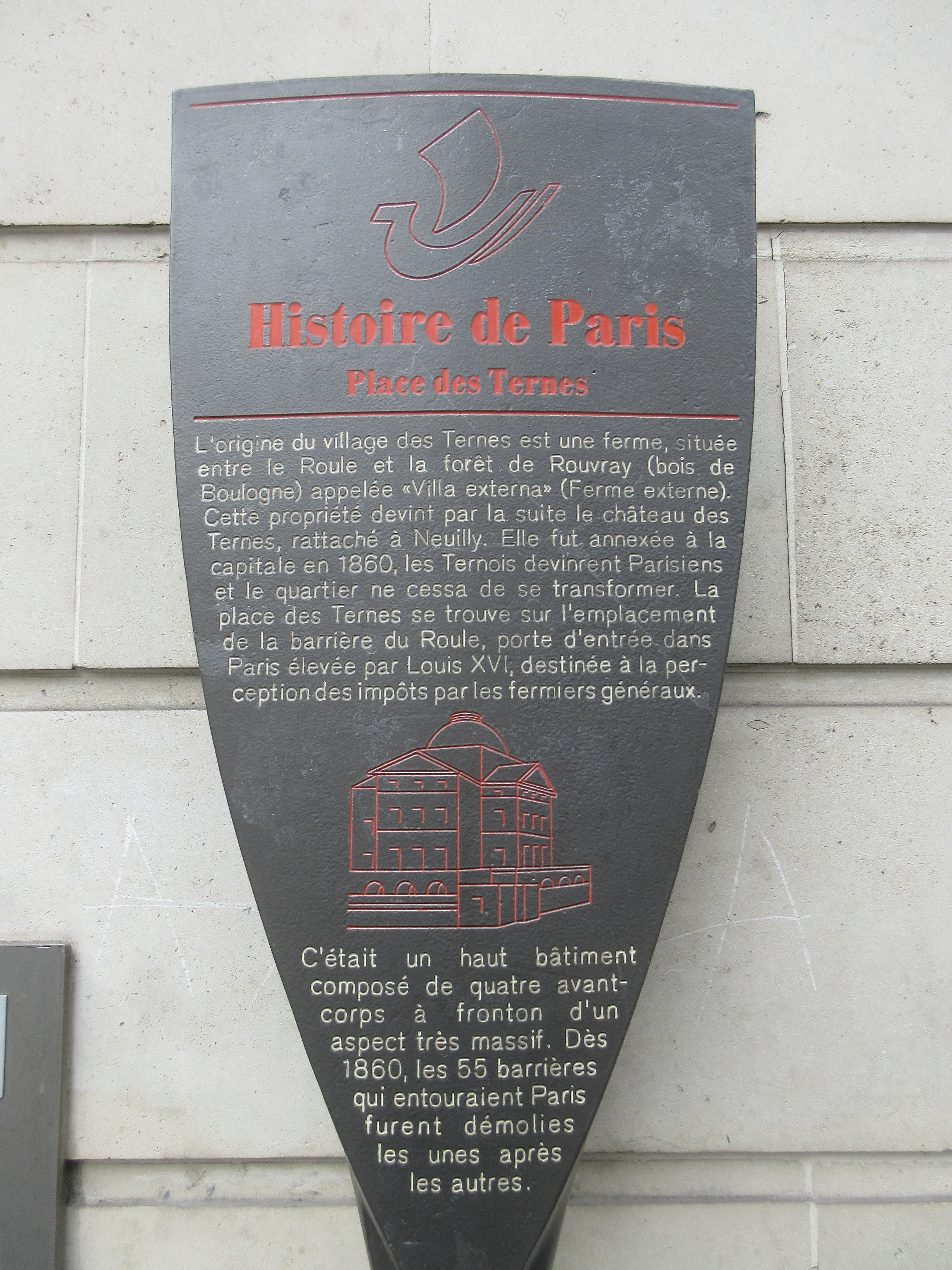
Panneau Histoire de Paris
« Place des Ternes ».

Elle se situe au carrefour de l'avenue de Wagram, du boulevard de Courcelles, de la rue du Faubourg-Saint-Honoré et de l'avenue des Ternes, près de la place de l’Étoile.
Ce site est desservi par la ligne 2 à la station de métro Ternes, située au milieu de la place.

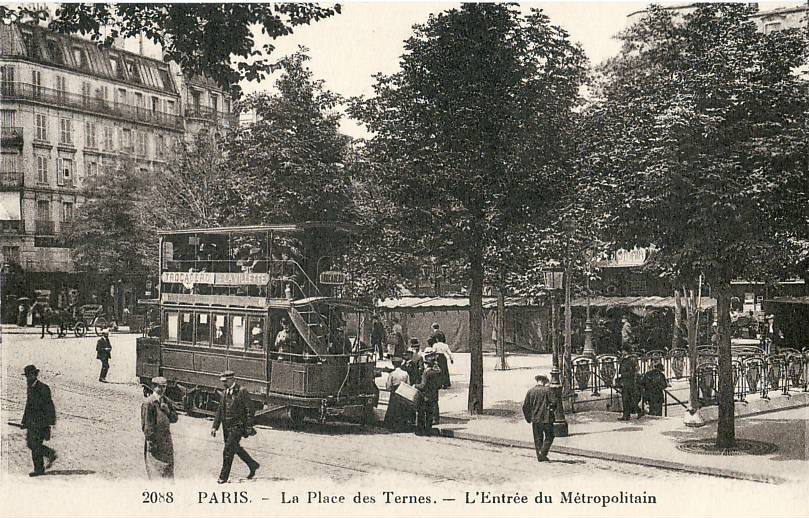
Au tout début du XXe siècle, alors qu'elle était desservie par les tramways de la CGO. On y distingue bien l'édicule Guimard de l'entrée de la station du métro.
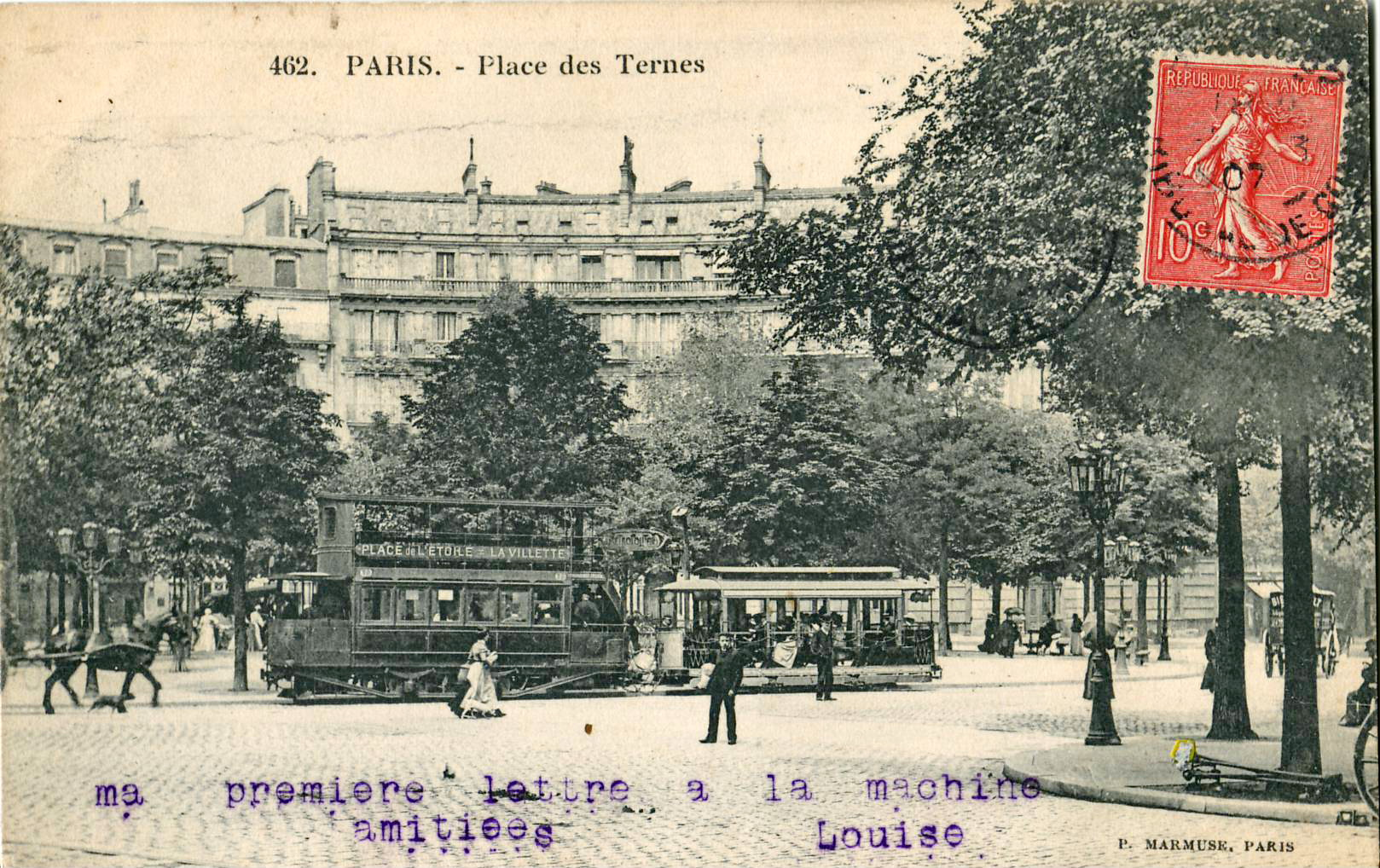
Autre vue d'une rame de tramway de la CGO devant la station de métro.
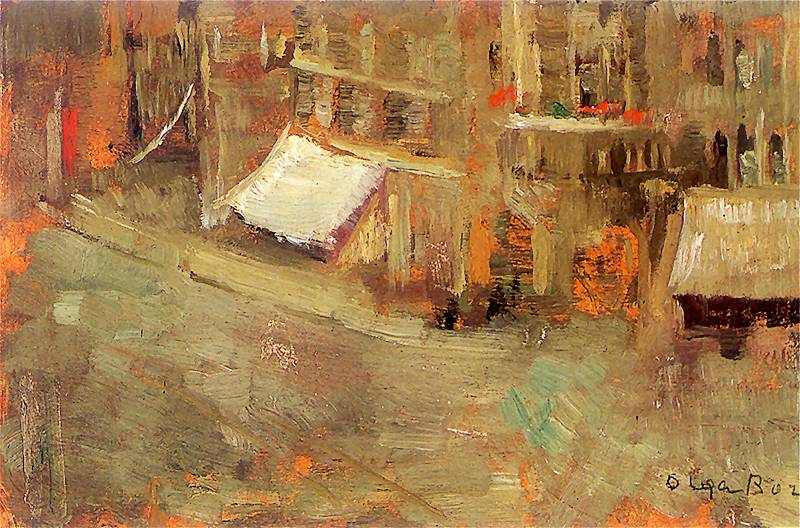
Peinture d'Olga Boznańska, Place des Ternes (1903).

## Origine du nom
Elle tient son nom de son voisinage avec l'avenue des Ternes qui traversait l'ancien hameau des Ternes.

## Historique
La place est percée et prend sa dénomination actuelle en 1893 sur l'emprise d'une partie de l'avenue de Wagram. La place est située à l'emplacement de l'ancienne barrière d'octroi, la barrière du Roule.
Le 21 juin 1815, l'empereur Napoléon Ier traverse la barrière. De retour de la défaite de Waterloo, il gagne le palais de l'Élysée, où il abdique le lendemain.

## Bâtiments remarquables et lieux de mémoire
- Nos 7-9 : Cité Mondaine[2], réalisée en 1882 par l'architecte Jean Boussard. Important ensemble immobilier d'appartements de luxe organisé autour d'une vaste cour-jardin circulaire qui n'a guère été modifiée depuis l'origine. Au coin de l'avenue de Wagram. Au centre de la cour, une partie de la margelle d’un ancien puits subsiste. Au milieu du XIXe siècle, un médecin, le docteur Laurent, vantait les vertus thérapeutiques de son eau[3].